# Mreža mladinskih društev za Združene narode
Mreža mladinskih društev za Združene narode (United Nations Youth Associations Network - UNYANET) je mednarodna zveza mladinskih društev za Združene narode in mladinskih sekcij društev za Združene narode.
Avgusta 2011 so se predstavniki nacionalnih mladinskih društev za Združene narode iz Avstrije, Finske, Nemčije, Norveške, Romunije in Švice ter predstavniki mladinskih sekcij društev za Združene narode iz Rusije, Srbije, Slovenije, Španije in Turčije srečali na Uradu Združenih narodov na Dunaju z namenom ustanovitve UNYANET.

## Splošno
Cilj UNYANET je krepitev mreže s pospeševanjem procesa razvoja projektov, izmenjave znanja, sredstev in izkušenj ter razvojem skupne identitete med članicami mreže. Cilj se uresničuje z rednimi srečanji članic mreže in s projekti, ki jih izvajajo delovne skupine UNYANET. Še več, UNYANET krepi sodelovanje med članicami, Organizacijo združenih narodov in drugimi mednarodnimi organizacijami, institucijami in podporniki, saj zagotavlja skupno kontaktno točko za različne teme, vključno s prošnjami za sodelovanje, predlogi projektov itd. Drugi pomemben cilj je zagotavljanje podpore skupinam, ki želijo ustanoviti mladinsko društvo za Združene narode v svoji državi. Trenutno ima UNYANET 10 članic s skupaj 57 lokalnimi vejami in približno 14.000 posamezniki. UNYANET trenutno podpira ustanavljanje 3 novih mladinskih društev za Združene narode.
Partnerji UNYANET-a so npr. Adobe in Informacijska služba Združenih narodov na Dunaju (United Nations Information Service Vienna).

## Projekti/Programi
- UNYANET nasvet (UNYANET-Advice) Arhivirano 2012-04-25 na Wayback Machine.